# Bulbophyllum inciferum
Bulbophyllum inciferum là một loài phong lan thuộc chi Bulbophyllum.